# Scoresby Sund

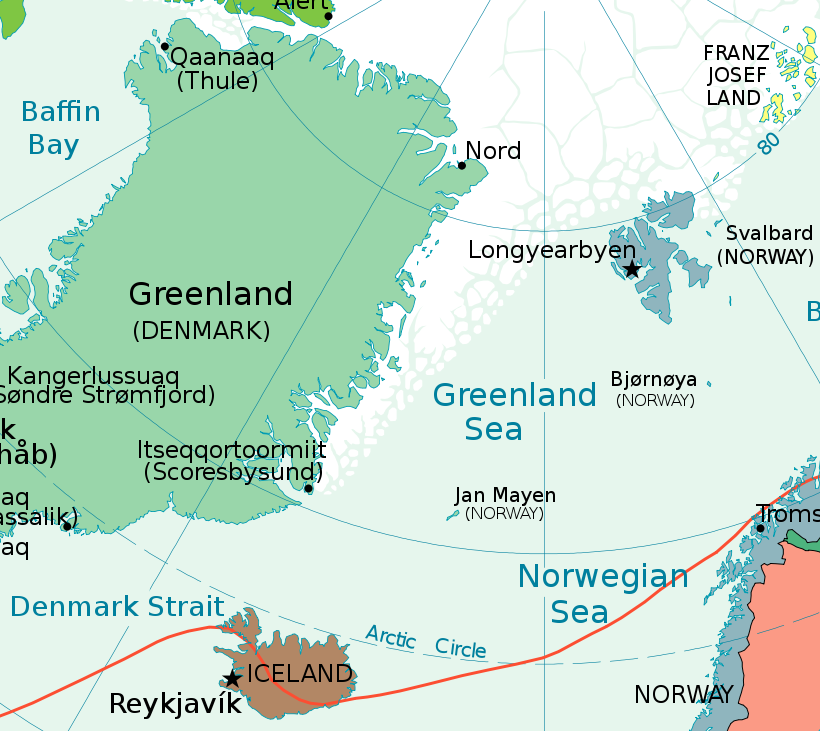
Harta

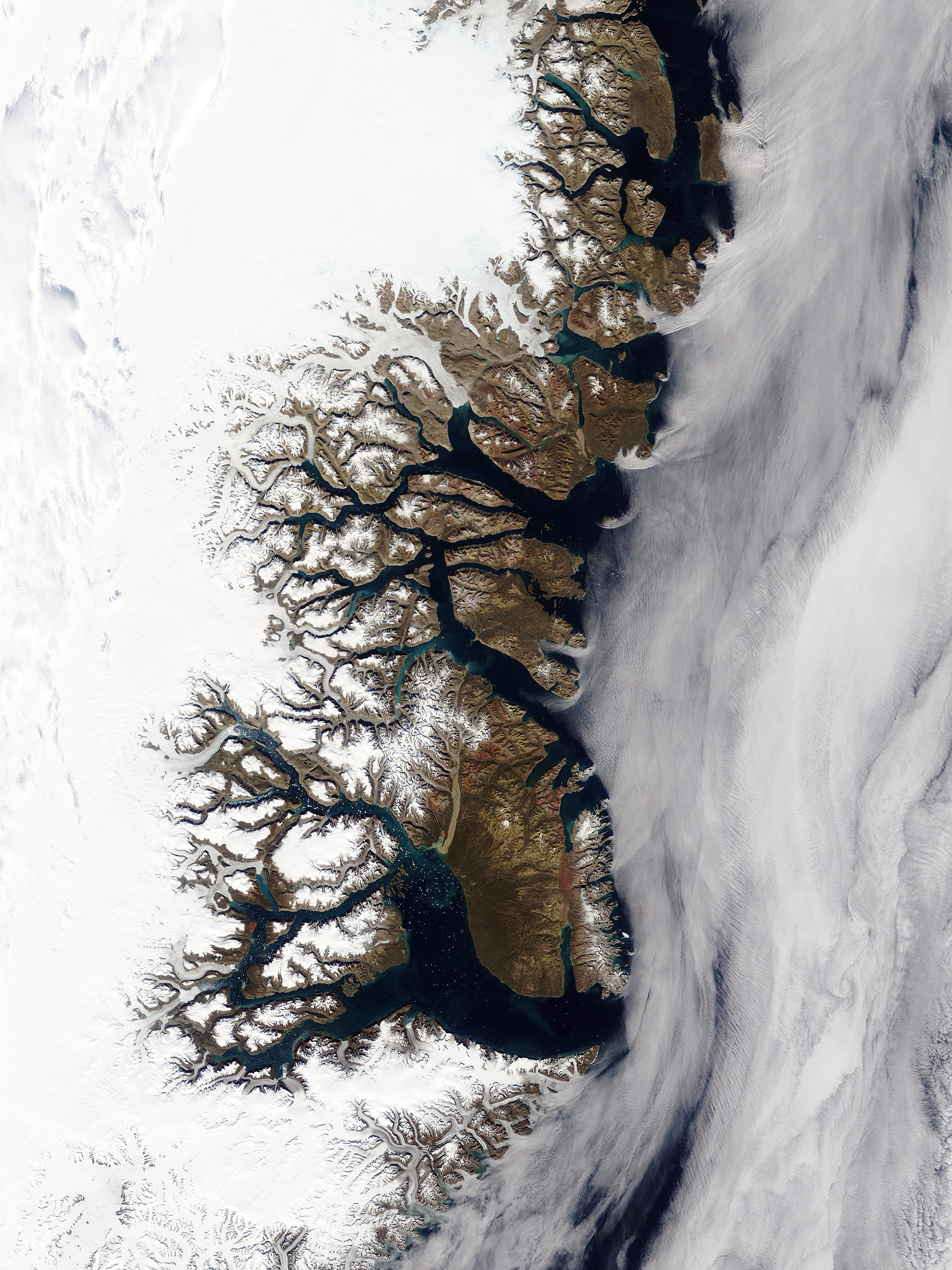
Imagine din satelit (în partea de jos aimaginii se află fiordul Scoresby Sund)

Scoresby Sund (engleză: Scoresby Sound, limba indigenilor din Groenlanda: Kangertittivaq) este un sistem de admisie al Mării Groenlandei pe coasta de est a Groenlandei. Ea are o structura arborescentă, cu un corp principal de aproximativ 110 km care are ramurile într-un sistem de fiorduri care acoperă o suprafață de aproximativ 38.000 km². Cea mai lungă dintre acestea are o lungime de 340 - 350 km de la litoral. Adâncimea este 400-600 m în corpul principal, dar aceasta crește până la 1.450 m în fiorduri. Acesta este sistemul de fiorduri care este cel mai mare cel mai lung și cel mai adânc din lume.
Numele acestui sistem onorează pe exploratorul englez William Scoresby, care în 1822 a cartografiat zona de fiorduri în detaliu. Numeroase insule sunt prezente. Cea mai mare, Milne Land, are o suprafață de 3913 km ² și este situată în mijlocul zonei de admisie. Pe latura de nord a gurii se află Ittoqqortoormiit, singura așezare permanentă în regiune, cu o populație de 469 locuitori (în 2010).

## Geografie

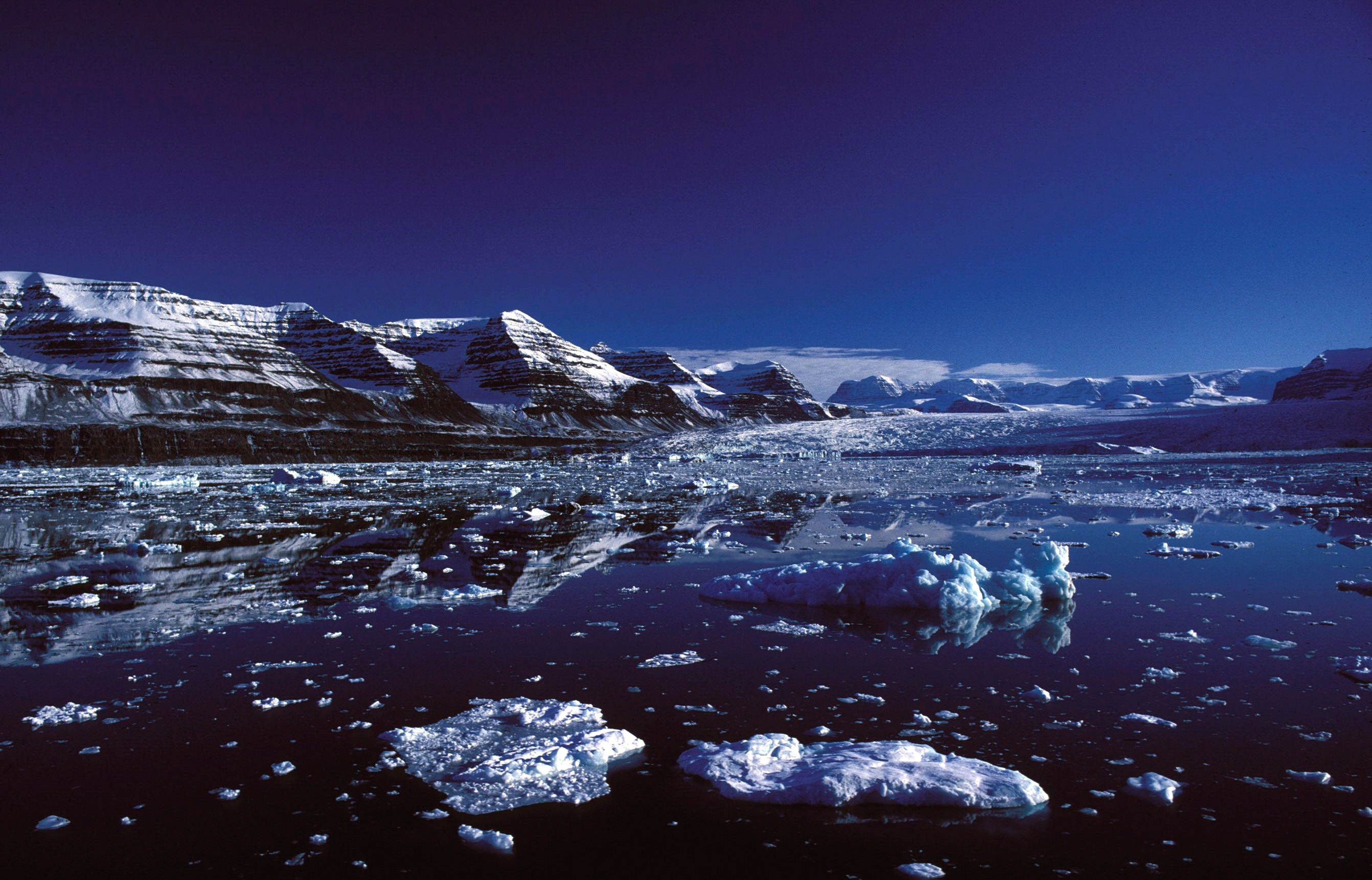
Scoresby Sund

Gura sa are 29 km lățime între Kangikajik (Kap Brewster, 70°09'N) și Uunarteq (Kap Tobin 70°24'N). Partea din sud este una abruptă, cu un zid înalt de bazalt care are 1000-2000 m, iar partea de nord este mai joasă și mai rotunjită. Gura se extinde pentru aproximativ 110 km la vest, se întoarce ușor la nord, se lărgește și formează un bazin numit Hall Bredning. De acolo, zona de admisie se desparte în mai multe ramuri, inclusiv fiordul Nordwestfjord, fiordul Øfjord (care se împarte în Rypefjord și Harefjord), Fiordul Rode, Gasefjord și Fønfjord. Între Øfjord și Fønfjord se află cea mai mare insulă a sistemului, Milne Land. Terenul din jurul fiordului este în cea mai mare parte muntos, cu margini abrupte.

## Clima
Clima este Arctică, cu iarnă lungă și rece, furtuni severe. Temperaturile din ianuarie-martie variază între -8.4 si -22.5 ° C, cu medii între -15 și -18 ° C, în perioada 1971-1981. Temperaturile medii de vară sunt sub 5 ° C. Precipitațiile sunt scăzute, de aproximativ 30 mm/lună. Mareele au amplitudinea de 1,3 metri.

## Fauna

Vegetaţie de tundră la Sydkap, interiorul Scoresby Sund

Fauna regiunii este neobișnuit de bogată pentru Groenlanda. Aceasta se datorează mai multor factori, cum ar fi disponibilitatea de apă care nu îngheață chiar și în timpul iernii, protecția asigurată de relieful înalt împotriva vânturilor, și terenul relativ fertil. Animalele terestre includ boul moscat, vulpea arctică, un mic mamifer înrudit cu nevăstuica, iepurele de munte și lemmingul. Renul și lupul arctic au trăit în zonă, dar au dispărut din zonă la începutul secolului al XX-lea.
Păsările sunt reprezentate de numeroase specii. Cele mai multe dintre ele sunt specii migratoare și formează colonii mari, care pot conține până la milioane de indivizi. 
Peștii din zonă includ halibutul, codul polar, sepia, peștele lup, scorpionul de mare, rechinul de Groenlanda, etc. Mamiferele acvatice sunt dominate de foci (inelată, cu glugă, cu barbă, harpă, etc), care se hrănesc cu pește în timpul iernii (mai ales cod polar) și crustacee vara. Specii mai mari includ morsa Atlantică, narvalul și, uneori, balene beluga. Morsa Atlantică se hrănește cu scoici, pește și foci inelate (care dispar din zonă atunci când morsele stau acolo pentru perioade prelungite). Narvalul consumă cod polar, halibut negru, sepie și crustacee. 
|            |                |        |        |              |
| Bou Moscat | Vulpea Arctică | Păsări | Păsări | Mic prădător |

## Peisaje
|               |                           |                               |
| Scoresby Sund | Aisberguri în Iulie, 1970 | Vedere Ittoqqortoormiit, vara |